# Auto one
『auto one』（オートワン）は、株式会社共同出版（北海道札幌市）がかつて発行していた月刊自動車総合情報誌。
毎月20日発行・25日発売で、北海道内限定で販売されていた（通信販売あり）。定価600円（税込）。
1982年4月号（創刊号）、2009年10月号をもって休刊し、27年の歴史に幕を閉じた。

## 概要
自動車レースのみならず、RCカー・バイク・ポケバイ・軽自動車・軽トラック・カート・クロスカントリー（4×4）車のレースも掲載されていた。

## 休刊後
2009年10月26日、MSF（Mobile Software Foundstion）株式会社が、十勝インターナショナルスピードウェイとの条件として、auto oneを発行する（株）共同出版社の株式を全株取得し、復刊の予定を発表したが、2023年現在も復刊はしていない。

## 主な記事
- チューニングショップの紹介。
- 北海道内で開催されるカーレース（ダート・サーキット・ジムカーナ・ラリー・カートなど）のタイム・結果情報。
- チューニング・カスタム情報。
- 新製品・ショップおすすめ・オリジナル製品の紹介。
- ドリフトコンテストの結果。
- ドレスアップコンテストの結果。

## フォトサービス
- 本誌に掲載された写真を注文（写真は有料で送料は無料）できるサービスがあった。

## 掲載レース一例
- FIA世界ラリー選手権（ラリージャパン）
- FIAアジア・パシフィックラリー選手権（ラリー北海道）
- JAF全日本ラリー選手権（ラリー北海道）
- JAF北海道ラリー選手権
- JAF北海道ジムカーナ選手権
- JAF全日本ジムカーナ選手権
- JAF北海道地方カート選手権
- 十勝24時間レース
- JAF全日本ダートトライアル選手権
- JMRC北海道ダートトライアルジュニアシリーズ
- JMRC北海道ラリーチャンピオンシリーズ
- JMRC北海道ラリージュニアシリーズ
- 北海道オールドカーフェスティバル

## 主催レース
- 冬季には、新千歳モーターランドでDRIMPIC（ドリンピック）があり、FF・FR・4WD・軽自動車（軽トラック可）各部門の雪上ドリフトコンテストがあった。
- 2010年大会で『auto one DRIMPIC』は終了となったが、2011年からは『ビビンバのDRIMPIC』としてイベントが継続されている。このイベント記事の模様は、OPTION2（三栄書房）に掲載された。